# Jesús Antonio Infante López
Jesús Antonio Infante López es un político cubano, antiguo presidente de la Asamblea Provincial del Poder Popular en Granma y miembro del comité y buró provincial del Partido Comunista de Cuba. Tiene una licenciatura en Química. En 1988 fue elegido vicepresidente de la Asamblea Municipal del Poder Popular de Media Luna y 2 años después, presidente, cargo que ocupó hasta 1994, cuando fue elegido vicepresidente de la Asamblea Provincial. En 2005 fue nombrado presidente de la Asamblea Provincial del Poder Popular en Granma. Fue parte de la misión internacionalista cubana en Angola. Ha sido diputado a la Asamblea Nacional del Poder Popular de Cuba en la IV, V, VI y VI Legislaturas.
- Datos: Q5929874